# Lekkoatletyka na Letnich Igrzyskach Olimpijskich 1920 – bieg na 400 m mężczyzn
Bieg na 400 m mężczyzn był jedną z konkurencji lekkoatletycznych na Letnich Igrzyskach Olimpijskich 1920. Zawody odbyły się w dniach 19-20 sierpnia. W zawodach uczestniczyło 37 zawodników z 16 państw.

## Rekordy
| Rekord świata     | 47,4(*) | Ted Meredith     | Cambridge (USA) | 27 maja 1916  |
| Rekord olimpijski | 48,2    | Charles Reidpath | Sztokholm (SWE) | 13 lipca 1912 |

(*) 440 jardów (= 402,34 m)

## Wyniki

### Eliminacje
Bieg 1
| Miejsce | Zawodnik          | Czas | Kwal. |
| ------- | ----------------- | ---- | ----- |
| 1       | Robert Lindsay    | 52,0 | Q     |
| 2       | Clarence Oldfield | 52,2 | Q     |
| 3       | Tolly Bolin       | 52,6 |       |

Bieg 2
| Miejsce | Zawodnik             | Czas | Kwal. |
| ------- | -------------------- | ---- | ----- |
| 1       | Gaston Féry          | 51,1 | Q     |
| 2       | John Ainsworth-Davis | 51,3 | Q     |
| 3       | Karel Frankenstein   | 51,8 |       |
| 4       | Frank Irvine         |      |       |

Bieg 3
| Miejsce | Zawodnik       | Czas | Kwal. |
| ------- | -------------- | ---- | ----- |
| 1       | Frank Shea     | 50,8 | Q     |
| 2       | Henry Dafel    | 51,2 | Q     |
| 3       | Sven Krokström | 51,6 |       |

Bieg 4
| Miejsce | Zawodnik            | Czas | Kwal. |
| ------- | ------------------- | ---- | ----- |
| 1       | Ted Meredith        | 51,6 | Q     |
| 2       | Géo André           | 52,3 | Q     |
| 3       | Giuseppe Bernardoni | 52,8 |       |

Bieg 5
| Miejsce | Zawodnik          | Czas | Kwal. |
| ------- | ----------------- | ---- | ----- |
| 1       | Bevil Rudd        | 50,6 | Q     |
| 2       | Erik Wilén        | 51,1 | Q     |
| 3       | Reinhold Saulmann | 51,6 |       |
| 4       | Giovanni Tosi     | 51,8 |       |

Bieg 6
| Miejsce | Zawodnik     | Czas | Kwal. |
| ------- | ------------ | ---- | ----- |
| 1       | Robert Emery | 52,6 | Q     |
| 2       | Guy Butler   | 53,2 | Q     |
| 3       | Karel Přibyl | 54,0 |       |
| 4       | Jules Migeot | 55,1 |       |

Bieg 7
| Miejsce | Zawodnik        | Czas | Kwal. |
| ------- | --------------- | ---- | ----- |
| 1       | George Schiller | 50,4 | Q     |
| 2       | Nils Engdahl    | 50,6 | Q     |
| 3       | Maurice Delvart | 50,9 |       |
| 4       | Einar Mangset   | 51,3 |       |

Bieg 8
| Miejsce | Zawodnik        | Czas | Kwal. |
| ------- | --------------- | ---- | ----- |
| 1       | Eric Sundblad   | 52,0 | Q     |
| 2       | Hec Phillips    | 52,3 | Q     |
| 3       | Agide Simonazzi | 53,0 |       |
| 4       | Purma Bannerjee | 53,1 |       |

Bieg 9
| Miejsce | Zawodnik                | Czas | Kwal. |
| ------- | ----------------------- | ---- | ----- |
| 1       | Omer Corteyn            | 52,2 | Q     |
| 2       | Hedges Worthington-Eyre | 52,5 | Q     |
| 3       | Jean Proess             | 52,6 |       |
| 4       | José García Lorenzana   | 52,8 |       |

Bieg 10
| Miejsce | Zawodnik             | Czas | Kwal. |
| ------- | -------------------- | ---- | ----- |
| 1       | François Morren      | 51,6 | Q     |
| 2       | Miguel García Onsalo | 52,0 | Q     |
| 3       | Eugène Bayon         | 52,4 |       |
| 4       | Ahmad Abbas Chajri   |      |       |

### Ćwierćfinały
Ćwierćfinał 1
| Miejsce | Zawodnik             | Czas | Kwal. |
| ------- | -------------------- | ---- | ----- |
| 1       | Nils Engdahl         | 50,4 | Q     |
| 2       | John Ainsworth-Davis | 50,7 | Q     |
| 3       | Robert Emery         | 50,7 | Q     |
| 4       | François Morren      | 50,8 |       |
| 5       | Clarence Oldfield    | 51,1 |       |

Ćwierćfinał 2
| Miejsce | Zawodnik     | Czas | Kwal. |
| ------- | ------------ | ---- | ----- |
| 1       | Gaston Féry  | 50,6 | Q     |
| 2       | Guy Butler   | 50,7 | Q     |
| 3       | Ted Meredith | 50,8 | Q     |
| 4       | Erik Wilén   | 51,1 |       |
| 5       | Hec Phillips | 51,5 |       |

Ćwierćfinał 3
| Miejsce | Zawodnik        | Czas | Kwal. |
| ------- | --------------- | ---- | ----- |
| 1       | Henry Dafel     | 51,0 | Q     |
| 2       | George Schiller | 51,3 | Q     |
| 3       | Eric Sundblad   | 51,4 | Q     |
| 4       | Robert Lindsay  | 51,7 |       |
| 5       | Omer Corteyn    | 52,1 |       |

Ćwierćfinał 4
| Miejsce | Zawodnik                | Czas | Kwal. |
| ------- | ----------------------- | ---- | ----- |
| 1       | Frank Shea              | 51,0 | Q     |
| 2       | Bevil Rudd              | 51,2 | Q     |
| 3       | Géo André               | 51,3 | Q     |
| 4       | Miguel García Onsalo    | 52,6 |       |
| 5       | Hedges Worthington-Eyre | 52,7 |       |

### Półfinały
Półfinał 1
| Miejsce | Zawodnik             | Czas | Kwal. |
| ------- | -------------------- | ---- | ----- |
| 1       | Nils Engdahl         | 49,6 | Q     |
| 2       | Bevil Rudd           | 49,7 | Q     |
| 3       | John Ainsworth-Davis | 49,9 | Q     |
| 4       | Robert Emery         |      |       |
| 5       | George Schiller      |      |       |
| 6       | Gaston Féry          |      |       |

Półfinał 2
| Miejsce | Zawodnik      | Czas | Kwal. |
| ------- | ------------- | ---- | ----- |
| 1       | Frank Shea    | 50,0 | Q     |
| 2       | Guy Butler    | 50,2 | Q     |
| 3       | Henry Dafel   | 50,4 | Q     |
| 4       | Ted Meredith  | 50,4 |       |
| 5       | Géo André     | 50,5 |       |
| 6       | Eric Sundblad | 52,0 |       |

### Finał
| Miejsce | Zawodnik             | Czas |
| ------- | -------------------- | ---- |
| 1       | Bevil Rudd           | 49,6 |
| 2       | Guy Butler           | 49,9 |
| 3       | Nils Engdahl         | 49,9 |
| 4       | Frank Shea           | 49,9 |
| 5       | John Ainsworth-Davis | 50,0 |
| 6       | Henry Dafel          | 50,1 |